# Stránka (okres Mělník)
Obec Stránka se nachází v okrese Mělník, kraj Středočeský. Rozkládá se asi sedmnáct kilometrů severovýchodně od Mělníka. Žije zde 206 obyvatel.

## Historie
Již roku 1357 se uvádí jako majitel vsi Stránky pan Berka z Vilhartic. Po změnách vlastníků ve 14. až 16. století koupil statek Stránka ke svému panství Oldřich Hřán z Harasova, pán na Vidimi. V roce 1609 odkoupil tento statek se vším příslušenstvím král Rudolf II. A poté od císaře Matyáše v roce 1611 Václav st. Berka z Dubé. Po bitvě na Bílé hoře (1620), kdy byl Berka pro vzpouru odsouzen, prodala česká komora všechny jeho statky Albrechtu z Valdštejna. Po jeho smrti (1634) byl postoupen roku 1636 statek Stránka generálnímu strážmistrovi Janu Bockovi, který jej zanechal svým potomkům jako dědictví. V roce 1700 se panství Bocků rozpadlo a statek obdržel Konrad Matouš hrabě Sparr, od něhož roku 1748 jej získal císařský generál a polní strážmistr Albert František rytíř Beneda z Nečtín. Ten roku 1756 prodal celý statek 1. července za 105 000 zlatých řádu augustiniánů v Praze.
Správa celého majetku byla řízena ze zdejšího zámku. Zámek byl nejvýstavnější a největší budovou ve vsi, jednopatrová budova s barokní věžičkou dominuje celému okolí. Četné pokoje byly vyzdobeny malbami a soškami z augustiniánského prostředí. Nejvýznamnější byla kaple sv. Jana s barokním oltářem (zasvěceným matce Dobré rady). Dominantou dvora je studna 120 vídeňských loket (téměř 70 m) hluboká. Mimo množství starých knih a spisů byla zde přechovávána i stará vojenská mapa Čech z roku 1720. Správci statku byli vždy samotní řeholníci, české národnosti, a přičinili se o zachování českého jazyka v tomto kraji.
Obec má od roku 1877 školu, která je postavena v údolí a měla tento nápis: „Cvičená mládež – obliba Boha, oslava vlasti a chlouba obce“. Škola byla jednotřídní s vlastní knihovnou, založenou společně se školou. V současné době jednotřídka již neexistuje a v budově se nachází jednací místnost a kancelář obecního úřadu a byt správce. V roce 1924 proběhla pozemková reforma a řád augustiniánů postupně předal Státnímu pozemkovému úřadu své polnosti. Po roce 1948 a především po vzniku státního statku se sídlem v zámku nastal úpadek a částečné chátrání tohoto objektu.

### Územněsprávní začlenění
Dějiny územněsprávního začleňování zahrnují období od roku 1850 do současnosti. V chronologickém přehledu je uvedena územně administrativní příslušnost obce v roce, kdy ke změně došlo:
- 1850 země česká, kraj Jičín, politický okres Mladá Boleslav, soudní okres Bělá[4]
- 1855 země česká, kraj Mladá Boleslav, soudní okres Bělá
- 1868 země česká, politický okres Mnichovo Hradiště, soudní okres Bělá
- 1874 země česká, politický i soudní okres Mělník[5]
- 1939 země česká, Oberlandrat Mělník, politický i soudní okres Mělník[6]
- 1942 země česká, Oberlandrat Praha, politický i soudní okres Mělník[7]
- 1945 země česká, správní i soudní okres Mělník[8]
- 1949 Pražský kraj, okres Mělník[9]
- 1960 Středočeský kraj, okres Mělník
- 2003 Středočeský kraj, okres Mělník, obec s rozšířenou působností Mělník

### Rok 1932
Ve vsi Stránka (450 obyvatel, klášter) byly v roce 1932 evidovány tyto živnosti a obchody: obchod s dobytkem, 4 hostince, kolář, 2 kováři, obuvník, 3 rolníci, řezník, 2 sadaři, 3 obchody se smíšeným zbožím, Spořitelní a záložní spolek ve Stránce, trafika, truhlář, velkostatek Konventu řádu sv. Augustina, zámečník.

## Pamětihodnosti
- Socha svatého Václava
- Zámek

## Části obce
- Stránka
- Ostrý
- Tajná

## Doprava
Dopravní síť
- Pozemní komunikace – Do obce vedou silnice III. třídy.
- Železnice – Železniční trať ani stanice na území obce nejsou. Nejblíže obci je železniční dopravna Mšeno ve vzdálenosti 3 km ležící na trati z Mělníka do Mladé Boleslavi.

Veřejná doprava 2012
- Autobusová doprava – V obci měly zastávky příměstské autobusové linky Mšeno-Mladá Boleslav (v pracovních dnech 2 spoje) (dopravce ČSAD Střední Čechy, a. s.), Mšeno – Kadlín (v pracovních dnech 4 spoje) a Mšeno – Mělnické Vtelno (v pracovních dnech 1 spoj) (dopravce Kokořínský SOK, s. r. o.). O víkendu byla obec bez dopravní obsluhy.

## Turistika
Obcí vedou cyklotrasy č. 0008 V Lukách – Řepínský důl – Stránka – Vrátno – Nosálov a č. 0009 Mělnické Vtelno – Kadlín – Stránka – Mšeno.